# Punga Mare

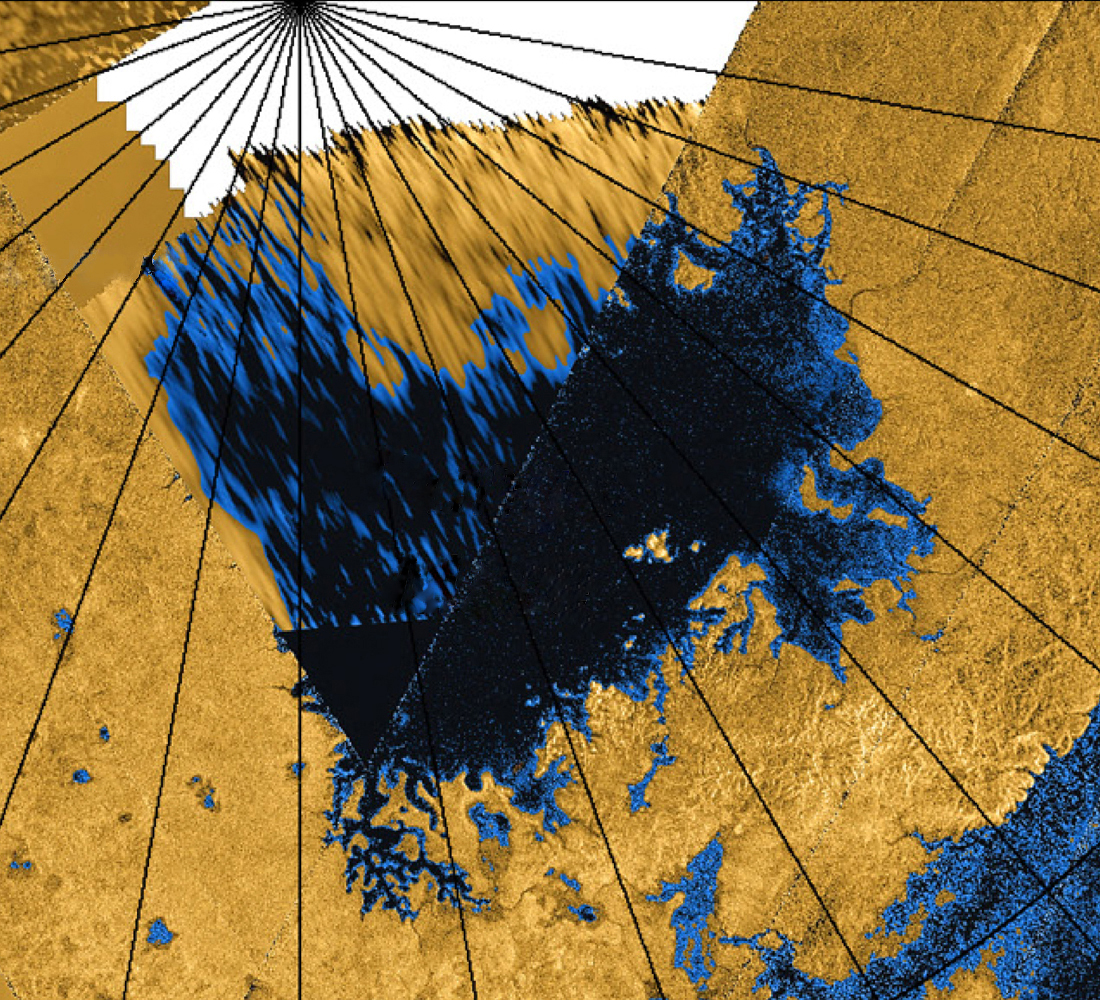
Mosaico em falsa cor de Punga Mare. Parte do Kraken Mare é visível no canto inferior direito da imagem.

Punga Mare é um lago na reigão polar de Titã, o maior satélite natural de Saturno. A seguir ao Kraken Mare e ao Ligeia Mare é o 3º maior corpo líquido em Titã. É composto por hidrocarbonatos líquidos (principalmente metano e etano).